# Recenza
Recenza (già Ricensa) è una località del comune di Sovicille, nella provincia di Siena.

## Storia
La località era abitata sin dal periodo antico e qui era infatti situato un insediamento etrusco. Il borgo è attestato nel periodo alto-medievale, precedente all'anno 1000, e la sua pieve, una delle prime del territorio di Sovicille, è ricordata nella bolla di papa Clemente III del 1189 diretta a Bono, vescovo di Siena. Il borgo è citato anche nello statuto di Siena del 1262.
Nel XVII secolo il borgo di Recenza venne acquistato dai nobili Nastasi, influente famiglia del territorio. Nel XIX secolo Recenza era compresa nel vicariato foraneo di San Lorenzo a Merse; nel 1833 contava 244 abitanti.
Nel corso del XX secolo il borgo andò incontro ad un forte fenomeno di spopolamento, finendo poi per essere quasi totalmente abbandonato e infatti non risulta più menzionato nei censimenti dal 1981.

## Monumenti e luoghi d'interesse
L'edificio di maggiore interesse è la pieve di San Giovanni Battista, una delle più antiche pievi del territorio di Sovicille. Risalente ad un'epoca precedente l'anno 1000, l'edificio è stato sostanzialmente modificato nel XVIII secolo. A navata unica, conserva all'interno pregevoli opere pittoriche del XIV e del XV secolo.